# Harald von Witzke
Harald von Witzke (* 1949) ist ein deutscher Agrarökonom. Er war bis zu seiner Emeritierung Professor für internationalen Agrarhandel und Entwicklung an der Humboldt-Universität zu Berlin.

## Leben
Witzke studierte Agrarwissenschaften an der Georg-August-Universität Göttingen (Dipl.-Ing., 1974). Dort promovierte (1977) und habilitierte (1982) er auch. Von 1983 bis 1994 war er Professor an der University of Minnesota. Danach war er bis 2015 Professor an der HU.

## Arbeit
Witzkes Forschungsgebiete sind internationaler Handel und wirtschaftliche Entwicklung, Ernährungssicherheit, Qualitätsstandards im internationalen Handel, Verteilungswirkungen der Globalisierung in der Landwirtschaft, sowie globale Erwärmung und Landwirtschaft.

## Veröffentlichungen (Auswahl)
- Harald von Witzke et al.: Effects of the Common Agricultural Policy and U.S. Farm Policy on Agricultural Land Markets. Washington,D. C.: German Marshall Fund of the United States, 2007.
- Harald von Witzke, Steffen Noleppa:  Reduction of Greenhouse Gases N2O and CH4 in German Agriculture. Berlin, Germany: WWF, 2007
- Harald von Witzke: Agriculture in the Ecological Market Economy: World Food Security vs. Climate Change Policy and Bio-energy. Humboldt University of Berlin, Institute of Agricultural Economics, Working Paper 80/2007.
- Harald von Witzke, Steffen Noleppa: Agricultural and Trade Policy Reform and Inequality. Humboldt University of Berlin, Institute of Agricultural Economics, Arbeitspapier, 79/2007.
- Harald von Witzke, Steffen Noleppa: Distributive Effects of Direct Payments in Germany under the New Common Agricultural Policy. Washington, DC: German Marshall Fund of the United States, 2006
- Harald von Witzke, Agricultural World Markets. Handbook of Agricultural Development. M. Schulz (ed.) 2005.
- Harald von Witzke et al.: The Economics of Food-borne Diseases in Developing Countries: The Case of Diarrhea in Rwanda. German Journal of Agricultural Economics 54 (2005): S. 314–315.
- Harald von Witzke: Welfare, Growth and Distribution: LDCs Food and Agriculture in the Process of Globalization. German Journal of Agricultural Economics 54 (2005): S. 273–274.
- Harald von Witzke et al.: The Social Rate of Return to Plant Breeding Research in Germany. German Journal of Agricultural Economics 53 (2004): S. 205–210.
- Harald von Witzke: The Open Economy – International Trade Theory and Policy: A Multimedia MSc Level Learning Tool. Berlin: MHSG, 2003.